# Канопске шкриње
Канопске шкриње су ковчези које су древни египћани користили да у њима чувају органе извађене током процеса мумификације. Када су канопске посуде почеле да се користе крајем четврте династије, онда су њих почели да стављају у канопске шкриње. Иако се најранији примери канопских сахрана проналазе у четвртој династији за време владавине Снофруа, могуће је да су се користили и раније, још у другој династији у Сакари.

## Значај шкриње
Канопске шкриње су имале значајно место у староегипатској култури. Оне су чувале извађене органе мумије, тако да су биле повезане са тадашњим веровањем о загробном животу. Египћани су веровали да се покојник мора сачувати, укључујући и његове органе, како би могао да пређе у загробни живот.

## Промене
Прве канопске шкриње су биле једноставне и направљене од дрвета, али временом су постајале све више декорисане и почели су да се праве од других материјала попут камена. Током двадесетпрве династије (1069 - 945. п. н. е.) египћани су одлучили да остављају органе у мумијама, али зато што су вековима користили канопске шкриње наставили су да их стављају у гробнице иако су биле празне. Престају да се користе тек у Птолемејском краљевству.